# ريغي لي (لاعب كرة قدم أمريكية)
ريغي لي (بالإنجليزية: Reggie Lee)‏ هو لاعب كرة قدم أمريكية أمريكي، ولد في 26 أكتوبر 1973.